# Holla kommun
Holla kommun (norska: Holla kommune) var en kommun i Telemark fylke i sydöstra Norge. Kommunen omfattade den östra delen av nuvarande Nome kommun (Holla socken) samt den nordvästra delen av nuvarande Skiens kommun (Rudsgrend). Tätorten Ulefoss utgjorde kommunens centralort.

## Administrativ historik
Holla kommun upprättades den 1 januari 1838 (som Holden formannskapsdistrikt) när Formannskapslovene från 1837 trädde i kraft. 
Den 1 januari 1964 upplöstes kommunen och delades. Huvuddelen (med 4 093 invånare) fördes, tillsammans med Lunde kommun, till den då nybildade Nome kommun medan området öster om sjön Norsjø (Valebø krets med 259 invånare) fördes, tillsammans med kommunerna Gjerpen och Solum, till Skiens kommun. Kommunen hade vid delningen totalt 4 352 invånare.